# دیان اوگنیانوویچ
دیان اوگنیانوویچ (صربی: Dejan Ognjanović؛ زادهٔ ۲۱ ژوئن ۱۹۷۸) بازیکن فوتبال اهل مونته‌نگرو بود.
از باشگاه‌هایی که در آن بازی کرده‌است می‌توان به باشگاه فوتبال سوتیسکا نیکشیچ، باشگاه ورزشی اشتوریل پرایا، و باشگاه فوتبال پارتیزان اشاره کرد.
وی همچنین در تیم‌های ملی فوتبال صربستان و مونته‌نگرو و مونته‌نگرو بازی کرده‌است.